# Tesfom Okubamariam
Issak Tesfom Okubamariam, nascido a 28 de fevereiro de 1991, é um ciclista eritreo.

## Palmarés
2012
- 1 etapa do Tour da Argélia
- 1 etapa do Tour da Eritreia
- 2º no Campeonato da Eritreia em Estrada

2013
- Campeonato Africano em Estrada
- 3º no Campeonato da Eritreia Contrarrelógio

2015
- 2º no Campeonato da Eritreia em Estrada

2016
- Campeonato Africano em Estrada
- Circuito de Massawa
- 1 etapa do Tour de Ruanda
- UCI Africa Tour